# The Window
The Window is een Amerikaanse film noir uit 1949.

## Verhaal
De film speelt zich af in New York en draait om een jongen genaamd Tommy, die de neiging heeft steeds loos alarm te slaan om van alles en nog wat. Op een nacht is hij getuige van een moord op een matroos, maar vanwege zijn reputatie als notoire leugenaar gelooft niemand Tommy. De moordenaars ontdekken dat Tommy hen gezien heeft en plannen om hem uit de weg te ruimen.

## Rolverdeling
| Acteur         | Personage           |
| -------------- | ------------------- |
| Barbara Hale   | Mrs. Mary Woodry    |
| Arthur Kennedy | Mr. Ed Woodry       |
| Paul Stewart   | Joe Kellerson       |
| Ruth Roman     | Mrs. Jean Kellerson |
| Bobby Driscoll | Tommy Woodry        |

## Nominaties
| Jaar | Prijs                     | Genomineerde(n) | Uitslag     |
| ---- | ------------------------- | --------------- | ----------- |
| 1949 | BAFTA Award for Best Film | Ted Tetzlaff    | Genomineerd |